# Piazzale Roma (Venise)
Le Piazzale Roma est le principal nœud routier permettant d'atteindre le noyau historique de la ville de Venise depuis la terre ferme. Cette esplanade fut inaugurée le 25 avril 1933 comme bretelle du pont Littorio, aujourd'hui pont de la Liberté.
Le Piazzale Roma est le pôle d'échanges eau-terre de la ville de Venise. Il accueille de grands parkings payants (autosilos) pour voitures privés et une gare routière pour les bus ainsi que dès 2014, la ligne de tramway de Mestre. Le people-mover de Venise amène les personnes en 3 minutes de Tronchetto et de la gare maritime.
La connexion avec la gare de Santa Lucia se fait par le pont de la Constitution sur le Grand Canal.